# Jaromir
Jaromil je moško osebno ime.

## Izvor imena
Ime Jaromil je različica moškega osebnega imena Jaroslav.

## Pogostost imena
Po podatkih Statističnega urada Republike Slovenije  na dan 31. decembra 2007 v Sloveniji ni bilo moških oseb z imenom Jaromil ali pa je bilo število nosilcev tega imena manjše od 5.

## Osebni praznik
Osebe z imenom Jaromir godujejo takrat kot osebe z imenom Jaroslav.